# Ludlesmühle

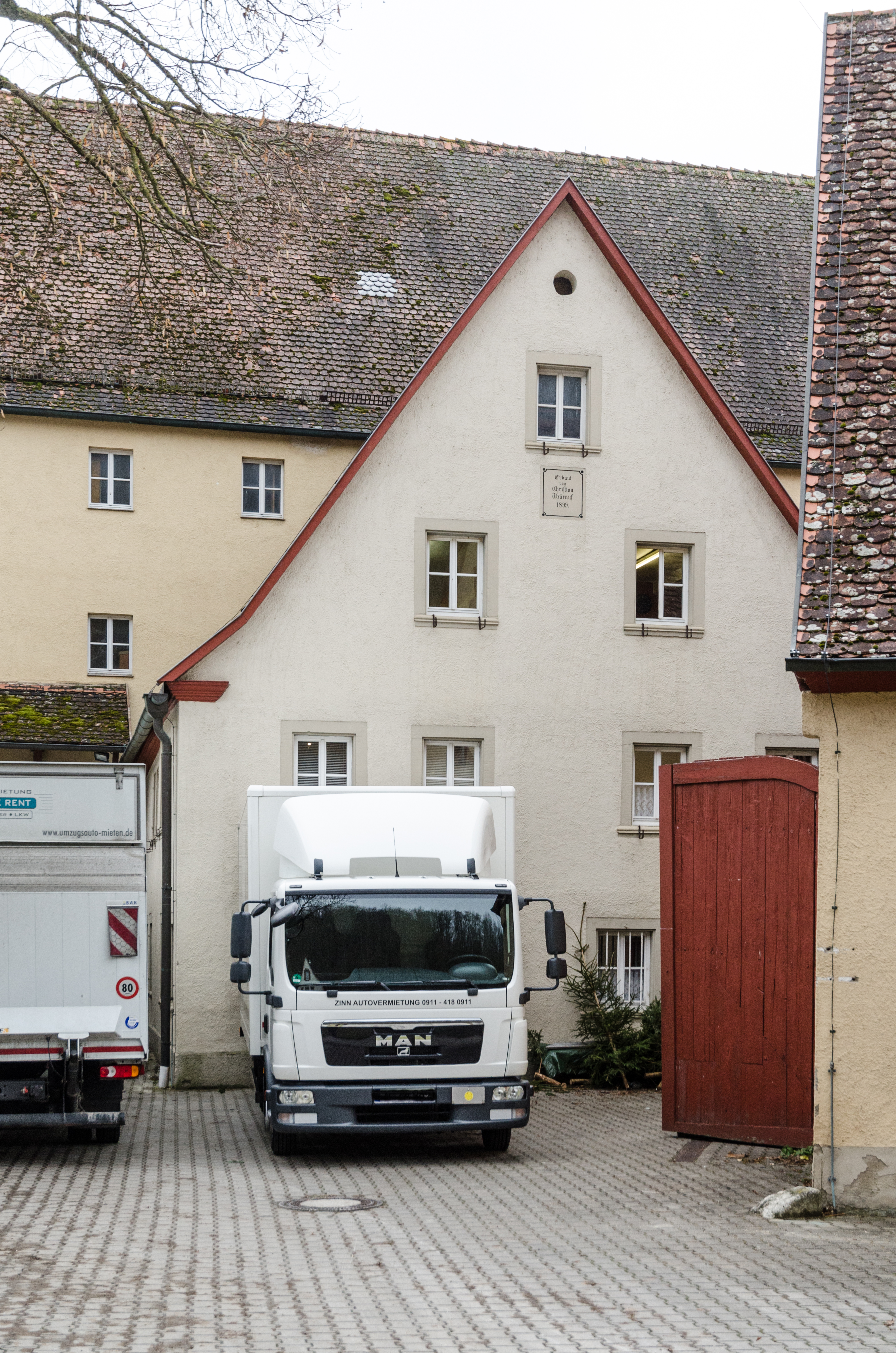
Kurze Steige 14, Wohnhaus

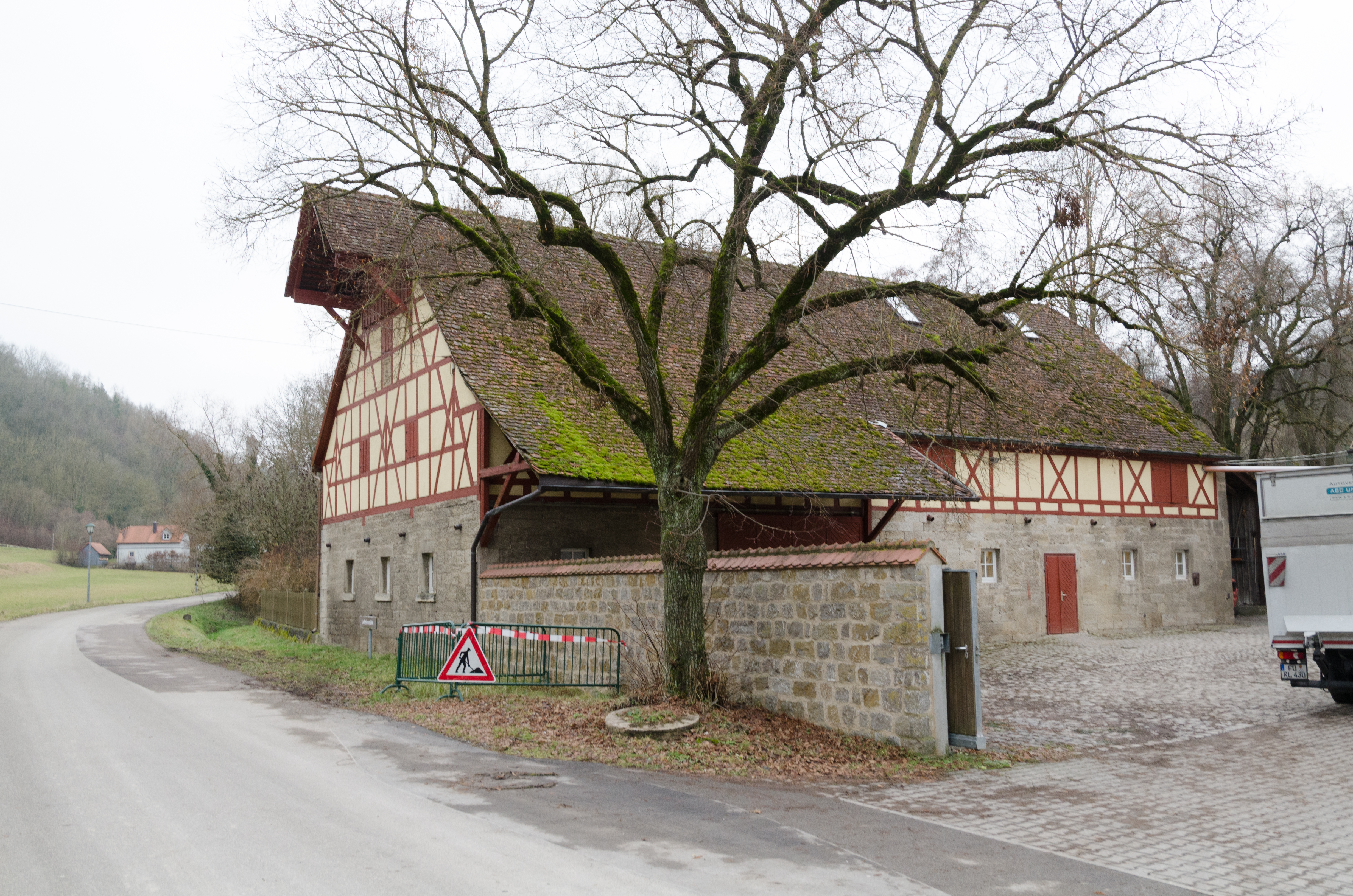
Kurze Steige 14, Wirtschaftsgebäude

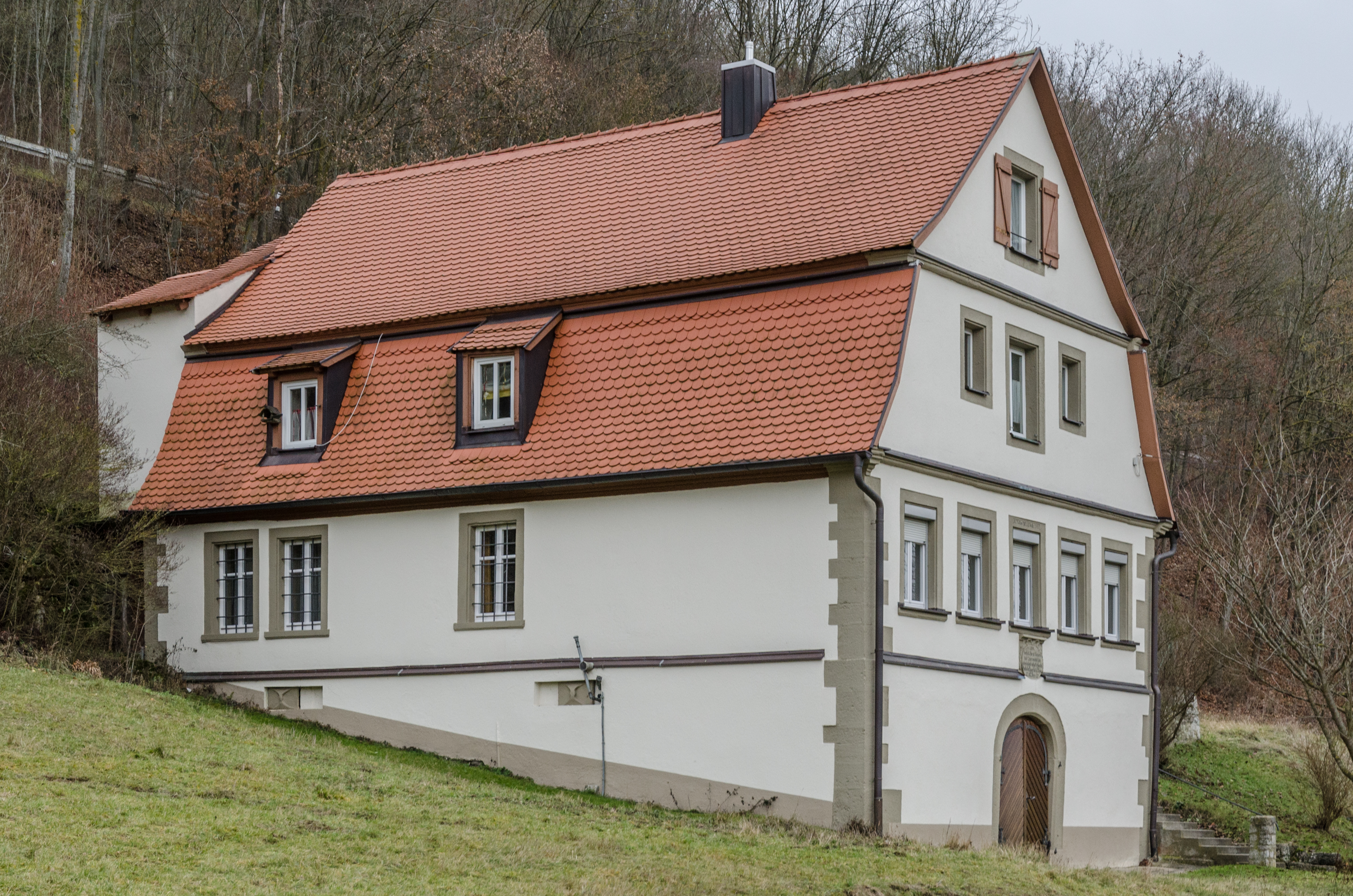
Kurze Steige 15, Wohnhaus

Ludlesmühle ist ein Gemeindeteil der Großen Kreisstadt Rothenburg ob der Tauber im Landkreis Ansbach (Mittelfranken, Bayern). Ludlesmühle liegt in der Gemarkung Rothenburg ob der Tauber.

## Geografie
Die Einöde liegt an der Tauber. Eine Gemeindeverbindungsstraße führt nach Detwang (0,3 km nördlich) bzw. zur Staatsstraße 1020 bei der Bronnenmühle (0,3 km südlich). Durch den Ort verläuft der Fränkische Marienweg.

## Geschichte
Mit dem Gemeindeedikt (frühes 19. Jahrhundert) wurde der Ort dem Steuerdistrikt und der Munizipalgemeinde Rothenburg ob der Tauber zugewiesen.

### Baudenkmäler
- Kurze Steige 14: Mühle, sogenannte Ludlesmühle, Wohnhaus mit Scheune und Wirtschaftsgebäude[5]
- Kurze Steige 15: Wohnhaus[5]

### Einwohnerentwicklung
| Jahr      | 001818 | 001840 | 001871 | 001885 | 001900 | 001925 | 001950 | 001961 | 001970 | 001987 |
| Einwohner | 9      | 12     | 13     | 11     | 12     | 11     | 8      | 9      | *      | *      |
| Häuser    | 2      | 2      |        | 3      | 2      | 3      | 2      | 2      |        | *      |
| Quelle    | [ 7 ]  | [ 8 ]  | [ 9 ]  | [ 10 ] | [ 11 ] | [ 12 ] | [ 13 ] | [ 14 ] | [ 15 ] | [ 16 ] |

## Religion
Der Ort ist seit der Reformation evangelisch-lutherisch geprägt und bis heute nach St. Jakob (Rothenburg ob der Tauber) gepfarrt. Die Einwohner römisch-katholischer Konfession sind nach St. Johannis (Rothenburg ob der Tauber) gepfarrt.